# Chris Vance
Chris Vance (Londres, Inglaterra; 30 de diciembre de 1971) es un actor británico, más conocido por haber interpretado a Sean Everleigh en la serie australiana All Saints, a James Whistler en la serie norteamericana Prison Break, a Jack Gallagher en Mental y a Frank Martin en Transporter: The Series.Hawaii 5-0 Serie de televisión 

## Biografía
Tiene una hermana, Dawn Vance, que trabaja como maestra de inglés en Inglaterra.
Asistió a la Universidad de Newcastle, donde se graduó con un título en ingeniería civil.
Es muy buen amigo de la actriz australiana Allison Cratchley. Conoció a su exesposa en Londres; ambos se mudaron a Australia y se casaron en 2003; sin embargo, terminaron divorciándose en 2007.

## Carrera
En 1998 apareció como invitado en la serie británica de drama y crimen Kavanagh QC.
Entre 2002 y 2003, apareció como invitado en las series poliacíacas australianas Blue Heelers y The Bill. En 2004 apareció como invitado en la última temporada de la serie policíaca Stingers, donde interpretó al psiquiatra Sean Hunter. En 2005 se unió al elenco principal de la octava temporada de la serie médica All Saints, donde interpretó al doctor Sean Everleigh hasta 2007. Ese año se unió a la tercera temporada de la serie norteamericana Prison Break, donde interpretó a James Whistler hasta 2008. En 2009 se unió al elenco principal de la serie Mental, donde interpretó al doctor y psiquiatra Jack Gallagher hasta el final de la serie ese mismo año.
En 2010 apareció como Mason Gilroy en la serie Burn Notice. Ese mismo año apareció como invitado en la quinta temporada de la serie de crimen Dexter, donde interpretó a Cole Harmon. En 2011 se unió como personaje recurrente a la segunda temporada de la serie policíaca Rizzoli & Isles, donde interpretó al teniente coronel del ejército estadounidense Charles "Casey" Jones hasta 2012. En 2012 se unió al elenco principal de la serie Transporter: The Series, donde interpreta al protagonista Frank Martin.

## Filmografía

### Series de televisión
| Año             | Título                  | Personaje                      | Notas                                      |
| --------------- | ----------------------- | ------------------------------ | ------------------------------------------ |
| 1998            | Kavanagh QC             | Yob                            | episodio "Briefs Trooping Gaily"           |
| 2001            | Peak Practice           | John/SHO                       | 2 episodios                                |
| 2002            | The Bill                | Experto en Computadoras        | episodio # 011                             |
| 2003            | Blue Heelers            | Andrew Purkiss                 | episodio "Safety Last"                     |
| 2003            | Doctors                 | Charles                        | episodio "As Time Goes By"                 |
| 2004            | Stingers                | Sean Hunter                    | 6 episodios                                |
| 2005            | The Secret Life of Us   | Piers                          | 3 episodios                                |
| 2005 - 2007     | All Saints              | Dr. Sean Everleigh             | 54 episodios                               |
| 2007 - 2008     | Prison Break            | James Whistler                 | 14 episodios                               |
| 2009            | Mental                  | Dr. Jack Gallagher             | 13 episodios                               |
| 2010            | Dexter                  | Cole Harmon                    | 4 episodios                                |
| 2010            | Burn Notice             | Mason Gilroy                   | 5 episodios                                |
| 2011            | Fairly Legal            | Paul Shelton                   | episodio "Ultravinyl"                      |
| 2011 - presente | Rizzoli & Isles         | Lt. Col. Charles "Casey" Jones | 10 episodios                               |
| 2012 - presente | Transporter: The Series | Frank Martin                   | 13 episodios por temporada. (2 temporadas) |
| 2013            | Crossing Lines          | Alex "Wolf" Vaughn             | episodio "The Animals"                     |
| 2015 - 2016     | Supergirl               | Non                            | 9 episodios.                               |

### Películas
| Año  | Título     | Personaje           | Notas |
| ---- | ---------- | ------------------- | --- |
| 2006 | Macbeth    | Detective Caithness | junto a Sam Worthington, Victoria Hill, Steve Bastoni, Lachy Hulme, Damian Walshe-Howling, Jonny Pasvolsky y Nash Edgerton |
| 2008 | Sexy Thing | Padre               | corto - junto a Jan Langford Penny, Catherine McClements y Hanna Mangan-Lawrence                                           |